# 244
| Calendário gregoriano                                                        | 244 CCXLIV                      |
| Ab urbe condita                                                              | 997                             |
| Calendário arménio                                                           | -308 – -307                     |
| Calendário bahá'í                                                            | -1600 – -1599                   |
| Calendário budista                                                           | 788                             |
| Calendário chinês                                                            | 2940 – 2941                     |
| Calendário copta                                                             | -40 – -39                       |
| Calendário etíope                                                            | 236 – 237                       |
| Calendários hindus - Vikram Samvat - Calendário nacional indiano - Cáli Iuga | 299 – 300 165 – 166 3344 – 3345 |
| Calendário Holoceno                                                          | 10244                           |
| Calendário islâmico                                                          | 390 BH – 389 BH                 |
| Calendário judaico                                                           | 4004 – 4005                     |
| Calendário persa                                                             | 378 BP – 377 BP                 |
| Calendário rúnico                                                            | 494                             |
| Calendário solar tailandês                                                   | 787                             |

244 (CCXLIV na numeração romana) foi um ano bissexto do século III do Calendário Juliano, da Era de Cristo, as suas letras dominicais foram G e F (52 semanas), teve início a uma segunda-feira e terminou a uma terça-feira.
| Ano completo                            |
| --------------------------------------- |
| Ano bissexto com início à segunda-feira |

## Eventos
- Batalha de Misiche, entre o exército romano do imperador Gordiano III e o exército sassânida de Sapor I.

## Nascimentos
- 22 de dezembro — Diocleciano, imperador romano (m. 311).

## Mortes
- Gordiano III, Imperador Romano.